# Gare de Bruges (Gironde)
Pour les articles homonymes, voir Gare de Bruges (homonymie).
La gare de Bruges est une gare ferroviaire française de la ligne de Ravezies à Pointe-de-Grave (dite aussi ligne du Médoc), située sur le territoire de la commune de Bruges, dans le département de la Gironde en région Nouvelle-Aquitaine.
C'est une halte voyageurs de la Société nationale des chemins de fer français (SNCF) desservie par les trains du réseau TER Nouvelle-Aquitaine.

## Situation ferroviaire
Établie à 10 mètres d'altitude, la gare de Bruges est située au point kilométrique (PK) 4,550 de la ligne de Ravezies à Pointe-de-Grave, entre les gares de Ravezies et de Blanquefort.
Elle est équipée d'un quai, pour la voie « unique », qui dispose d'une longueur utile de 153 m.

## Histoire
Une halte est mise en service en 1868 en même temps que la ligne du Médoc.[réf. nécessaire]

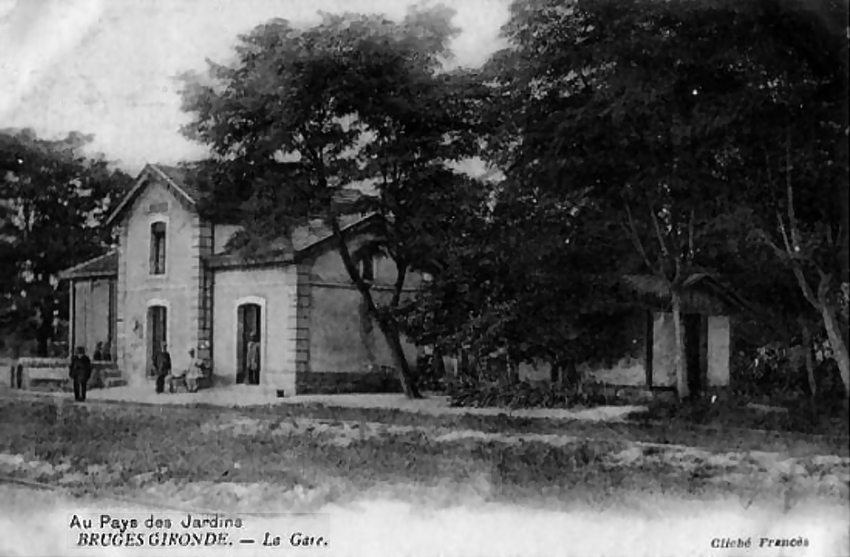
Le bâtiment voyageurs vers 1900.

En juillet 1875 le Conseil général prend connaissance de la réponse de la Compagnie du Médoc à sa demande que cette halte du dimanche devienne une station, et en attendant qu'elle devienne une halte journalière. Dans sa réponse la Compagnie indique qu'il n'y a en moyenne que 10 à 12 voyageurs l'utilise, elle estime qu'il n'y a pas d'utilité à l'ouvrir quotidiennement d'autant que la ligne est déjà surchargée et que la halte n'a pas un profil de voie favorable, la pente importante rend difficile et long le départ des trains. La demande est renouvelée, mais assortie d'une période d'essais, en 1876. Dans la séance du Conseil général le 30 août 1878, il est rappelé que la demande d'évolution vers une station n'a toujours pas de réponse, un nouveau vœu est émis pour l'ouverture d'une station.
Avant la mise en place du cadencement la gare n'est desservie que par un seul un aller/retour quotidien. Le 6 juillet 2008, la desserte de la gare est assurée de manière identique à celle des autres gares de la ligne 33 du TER Aquitaine.
La création d'un pôle d'échange multimodal en décembre 2016, avec l'arrivée de la ligne C du tramway de Bordeaux, confirme le retour au premier plan de cette gare.

## Fréquentation
De 2015 à 2023, selon les estimations de la SNCF, la fréquentation annuelle de la gare s'élève aux nombres indiqués dans le tableau ci-dessous :
| Année           | 2015   | 2016   | 2017   | 2018   | 2019   | 2020   | 2021   | 2022   | 2023   |
| --------------- | ------ | ------ | ------ | ------ | ------ | ------ | ------ | ------ | ------ |
| Voyageurs seuls | 26 452 | 20 215 | 29 204 | 34 218 | 51 176 | 26 358 | 29 469 | 27 131 | 27 546 |

## Service des voyageurs

### Accueil
Halte SNCF, c'est un point d'arrêt non géré (PANG) à entrée libre. Elle est équipée d'automates pour l'achat de titres de transport.
L'accès depuis la voie publique peut s'effectuer de deux manières :
- Accès par l'extrémité sud du quai :depuis le passage à niveau situé rue Louis Fleuranceau, en empruntant un chemin parallèle à la voie ferrée
- Accès par l'extrémité nord du quai : depuis l'avenue Charles de Gaulle, par le biais d'un sentier aménagé à une trentaine de mètres de l'intersection avec l'avenue de Terrefort.

En décembre 2016, la mise à disposition d'un Parc Relais dans le cadre du prolongement de la Ligne C du tramway de Bordeaux permet un meilleur accès à cette infrastructure.

### Desserte
Bruges est desservie par les trains TER Nouvelle-Aquitaine de la ligne 42 qui circulent entre Bordeaux-Saint-Jean ou Pessac et Macau. Au-delà de Macau, la plupart des trains continue vers ou est en provenance de Lesparre, Le Verdon et même de La Pointe-de-Grave en juillet et août.

### Intermodalité
La gare est desservie par la Ligne C du tramway de Bordeaux et par les lignes de bus TBM 35, 70  72.et 75